# Vanamõisa (Lääneranna)
Vanamõisa (Duits: Wannamois) is een plaats in de Estlandse gemeente Lääneranna, provincie Pärnumaa. De plaats heeft de status van dorp (Estisch: küla) en had 19 inwoners op 31 december 2021.
Tot in oktober 2017 lag het dorp in de gemeente Lihula. In dat jaar ging Lihula op in de fusiegemeente Lääneranna.

## Geografie
Ten westen van het dorp loopt een rivier die ook Vanamõisa heet. Ten oosten van het dorp loopt de rivier Allika. Beide rivieren komen bij het dorp Vanamõisa uit in de Kasari. De Kasari vormt hier de grens tussen de provincies Pärnumaa en Läänemaa.

## Geschiedenis
Vanamõisa werd voor het eerst genoemd in 1565 onder de naam Wanhemoisioaßen, een dorp dat viel onder het cisterciënzer nonnenklooster in Lihula. In de 17e eeuw werd een landgoed Wannamois gesticht. Het was in handen van de familie Oxenstierna en later achtereenvolgens van de families de la Gardie, von Derfelden en von Huenede. Vanaf 1851 behoorde het toe aan de familie von Budberg.
Tijdens de Revolutie van 1905 zetten opstandige pachters en landarbeiders het landhuis van Wannamois in brand en vermoordden ze de landheer, Otto von Budberg. Het landhuis is nooit herbouwd; er is nog een ruïne over. Van het landgoed resteren verder een brug over de Kasari, het park en het kerkhof van de familie von Budberg. Een paar bijgebouwen zijn, deels als ruïne, deels onherkenbaar verbouwd, nog aanwezig. De resten van het landhuis liggen op het grondgebied van het buurdorp Seira, net als het grootste deel van het park en een deel van het kerkhof. De brug verbindt de dorpen Seira en Kasari.
De laatste eigenaar voordat het landgoed in 1919 door het onafhankelijk geworden Estland werd onteigend, was Elisabeth Baronin Budberg-Bönninghausen.
In 1920 stond Vanamõisa geregistreerd als nederzetting. In 1977 werd ze bij het buurdorp Seira gevoegd. In 2014 werd Vanamõisa een zelfstandig dorp.